# No Nut November
No Nut November (прев. „новембар без ејакулације”) интернетски је изазов у вези са самоуздржавањем (апстиненцијом) у којем се учесници уздржавају од самозадовољавања (мастурбације) или доживљавања оргазма током новембра. Иако је No Nut November првобитно требало да буде сатиричан изазов, поједини учесници тврде да уздржавање од ејакулације и гледања порнографије има позитиван учинак на здравље. Одредница за No Nut November у Urban Dictionary-ју објављена је 2011, а 2017. покрет је почео да стиче популарност на друштвеним мрежама. Покрет је повезан са заједницом NoFap на Reddit-у, која подстиче своје чланове да не мастурбирају. Број чланова Reddit заједнице /r/NoNutNovember порастао је са 16.500 у новембру 2018. на 52.000 у новембру 2019. и на 63.200 у новембру 2020. године.
Након што су неке јавне личности, попут Пола Џозефа Вотсона, промовисале кампању, Иџеј Диксон из часописа Rolling Stone написала је да покрет подржава крајња десница. Радиодифузна компанија Vice Media критиковала је је изазов 2018. након што су учесници упутили претње xHamster-овом налогу на Twitter-у.